# 마유미 (영화)
"마유미"(영어: Mayumi: Virgin Terrorist)는 1990년 6월 9일에 개봉되었다. 신상옥이 감독을 맡았으며, 대한항공 858편 폭파 사건을 모티프로 한 영화이다.
배우 김서라가 KAL기 폭파범인 김현희와 생김새는 물론 키, 몸무게, 생일까지 똑같다고 밝혔으며 해당 영화를 통해 본격적인 배우 활동을 시작했다. 김서라는 이날 방송에서 “칼기 폭파범인 김현희의 사진을 보고 지인들이 난 줄 알았다고 착각하기도 했다”며 “키와 몸무게 혈액형, 심지어 생일까지 같다”고 말했다.
보잉사의 거부로 기종이 다른 비행기가 나왔다. 폭파 장면이 비현실적이라는 지적도 있었다.
신체 노출, 잔인한 장면이 많음에도 불구하고 반공 영화라는 이유로 개봉 당시부터 전체 관람가 등급을 받았다. 네이버에 검색하면 청소년 관람불가로 표시된다.

## 출연진
- 김서라 - 김현희(蜂谷真由美 하치야 마유미[*])
- 이학재 - 김승일 (蜂谷真一 하치야 신이치[*])
- 조지 케네디 - 바레인 수사관
- 오오시다 레이코(大信田礼子) - 리은혜
- 강신성일 - 한국수사관 이돈민 과장
- 윤일봉 - 대한항공 조중훈 회장
- 윤양하 - 외무부 차관보
- 최종원 - 최강일
- 이호성 - 이순철
- 최윤석 - 장종화
- 주용만 - 강호성
- 이영욱 - 박재식
- 김희령 - 이신애
- 김보연 - 김순희
- 진봉진 - 한국 수사관 진 계장
- 최남현 - 장태호
- 이기영 - 안동식
- 장희진 - 윤지숙
- 원근희 - 검사
- 김일란 - 김명자
- 유명순 - 신애모
- 주일몽 - 유가족
- 송용태 - 대한항공 바레인 지점 김호영 과장
- 안진수 - 박광수
- 여무영 - 주바레인 대리대사 김정기
- 정재진
- 최은희